# 趙牡丹
趙牡丹（Margaret Moran Cho，1968年12月5日—）是美國一名喜劇演員、服裝設計師、演員、作家和創作歌手，為韓裔美國人。
她以例行的脫口秀聞名，在脫口秀節目里，她對美國的政治和社會議題，尤其是性別和種族問題進行批評和嘲諷。同時她還執導并出演自己的音樂錄影帶，并擁有自己的服裝品牌。她常年為LGBT權利而奮鬥，并因她為亞裔族群、女性族群及LGBT族群爭取人權而獲得獎勵。

## 生涯
作為一名演員，趙牡丹在《愛心派對》里出演了李夏玲（Charlene Lee）這個角色，同時也在動作電影《變臉》飾演了約翰·屈伏塔的FBI同事。目前趙牡丹正在Lifetime電視臺的電視劇《美女上錯身》里飾演一個正在念律師助理課程的助理——李泰瑞（Teri Lee）。

## 音樂作品
- 《Cho Dependent（英语：Cho Dependent）》

## 電視劇
- 《美女上錯身》
- 《超級製作人》
- 《慾望城市》
- 《超異能十號房》

## 電影
- 《變臉》
- 《回到17歲》

## 外部連結
- 趙牡丹的Instagram帳戶
- 趙牡丹的X（前Twitter）
- 官方网站
- 趙牡丹在互联网电影资料库（IMDb）上的資料（英文）
- YouTube上的趙牡丹